# Lac Muskegon
Le lac Muskegon est un lac situé dans le comté de Muskegon dans l’État du Michigan aux États-Unis. Il se situe près de l'embouchure de la Muskegon (en), le long de la rive orientale du lac Michigan.

## Source de la traduction
- (en) Cet article est partiellement ou en totalité issu de l’article de Wikipédia en anglais intitulé « Muskegon Lake » (voir la liste des auteurs).